# Coleophora atlanticolella
Coleophora atlanticolella é uma espécie de mariposa do gênero Coleophora pertencente à família Coleophoridae.